# Cymatiella sexcostata
Cymatiella sexcostata is een slakkensoort uit de familie van de Cymatiidae. De wetenschappelijke naam van de soort werd voor het eerst geldig gepubliceerd in 1888 door Tate.